# トリハダ 〜感じるボロ〜ン〜
トリハダ 〜感じるボロ〜ン〜（とりはだ～かんじるぼろーん～）は、朝日放送テレビ（ABCテレビ）他一部地域で放送された近畿広域圏のローカル番組で毎週火曜0:29 - 1:26（月曜深夜）に放送されたバラエティ番組。放映期間は2005年4月12日（4月11日深夜） - 2006年3月28日（3月27日深夜）。

## 概要
司会は極楽とんぼ・歌手の八代亜紀である。八代亜紀がこの番組の初司会を務める。
2005年8月23日に当時ローカルセールス枠だった『旅の香り 時の遊び』の差し替えで『トリハダ感動名言スペシャル!横山やすしVSビートたけし芸人頂上決戦!!』を放送した。
2005年12月30日12:00 - 13:25には『トリハダ〜感じるボロ〜ン 芸能人マル秘名言大放出!トリハダ人生色々スペシャル』が放送された。

## 番組の内容
世の中の様々な出来事やゲストの名言集を取り上げる。番組の最後には視聴者からのメール投稿による珍しい写真を取り上げる「街角ボロ〜ン」がある。（採用者には賞金5000円が贈呈される）

### 主なコーナー
- バック・トゥ・ザ・ボロ〜ン
- 山さんのめっけちゃったボロ〜ン

## スタッフ
- ナレーション：垂木勉、杉本るみ
- 構成：高須光聖/福原フトシ、山名宏和、一文無隼人、木村タカヒロ、藤本昌平
- TP（テクニカルプロデューサー）：長瀧淳子
- TD（テクニカルディレクター）：遠山康之
- CAM（カメラマン） ：小林正人
- VE（ビデオエンジニア）：田畑司
- 音声：杉山直樹
- 照明：石井健治
- 美術プロデューサー：松沢由之
- セットデザイン：坪田幸之
- 美術進行：今井隆之
- タイトル：DEVILROBOTS Inc.
- スタイリスト：石村英理
- メイク：TEES
- VTR編集：馬場革
- MA：柳智隆
- 音効：磯川浩己
- 番組宣伝：渡邊亜希子・中村茂樹（ABC）
- 番組デスク：中村美恵・楠本芳子（ABC）
- ディレクター：田中和也（ABC）、近藤祐治郎、杉本憲隆、田島たけし、山口美和
- 演出：岡田秀行（ビーダッシュ）
- プロデューサー：辻史彦（ABC）、奥井剛平（吉本興業）、林敏博（ビーダッシュ）
- チーフプロデューサー：奈良井正巳（ABC）
- 映像協力：テレビ朝日、ABCリブラ
- 技術協力：ニユーテレス、プログレッソ、有明スタジオ、スウィッシュ・ジャパン、パッチワーク、サウンドエフェクト、ビーオネスト
- 美術協力：フジアール
- 制作協力：ビーダッシュ
- 制作：ABC、吉本興業

## ネット局
| 放送対象地域 | 放送局                   | 系列           | 放送曜日及び放送時間         | 放送日の遅れ    |
| ------------ | ------------------------ | -------------- | ---------------------------- | --------------- |
| 近畿広域圏   | 朝日放送テレビ（製作局） | テレビ朝日系列 | 火曜 0:29 - 1:26（月曜深夜） | ---             |
| 石川県       | 北陸朝日放送             | テレビ朝日系列 | 土曜 10:30 - 11:30           | 61日遅れ        |
| 中京広域圏   | メ〜テレ                 | テレビ朝日系列 | 土曜 1:20 - 2:20（金曜深夜） | 60日 - 74日遅れ |
| 愛媛県       | 愛媛朝日テレビ           | テレビ朝日系列 | 不定期                       | ---             |
| 宮崎県       | 宮崎放送                 | TBS系列        | 木曜 14:55 - 15:50           | 171日遅れ       |